# En tus ojos (película de 2014)
En tus ojos (en inglés: In Your Eyes) es una película estadounidense del 2014, del género romántico. Está dirigida por Brin Hill, escrita por Joss Whedon y protagonizada por Zoe Kazan, Michael Stahl-David, Nikki Reed, Steve Harris y Mark Feuerstein. Es la segunda película de Bellwether Pictures. La película se desarrolló en Nuevo México y Nuevo Hampshire, siguiendo a Dylan y Rebecca. Ellos viven en lugares opuestos del país, pero son capaces de sentir lo que el otro siente a pesar de que no se conocen. 
La película tuvo su estreno mundial en el Festival de Cine de Tribeca el 20 de abril de 2014. Acto seguido, se auto-distribuyó en línea en lugar de asumir la distribución en salas de cine.

## Trama
La película empieza con una niña cuyo nombre es Rebecca Porter, quien está jugando con su trineo en Nuevo Hampshire, mientras que, cruzando el país, en Nuevo México, un niño llamado Dylan Kershaw está en su escuela con un grupo de amigos. De repente, sin saber que está pasando o porque, Dylan es capaz de experimentar todo lo que Rebecca experimenta, y en el momento exacto en el que Rebecca se estrella con su trineo, dejándola inconsciente, Dylan se cae de su escritorio, terminando noqueado por el golpe.
Veinte años después, Rebecca (Zoe Kazan) se encuentra casada con un exitoso doctor, Phillip Porter (Mark Feuerstein), mientras que Dylan (Michael Stahl-David) ha salido recientemente de la cárcel. Una noche, Rebecca asiste a una cena con su marido, y Dylan está en un bar local tratando de mantenerse fuera de problemas. Sin embargo, un hombre que estaba jugando billar lo golpea en la espalda con el palo de billar. El impacto arroja a Rebecca al piso, acción que no puede explicar al anfitrión de la cena, y que conduce a su marido a cuestionarla por su comportamiento. 
Al siguiente día, Dylan y Becky se conectan una vez más y se enteran de que si hablan en voz alta se pueden escuchar entre sí, que pueden ver lo que el otro está viendo y sentir lo que el otro está sintiendo. Ellos establecen que no son inventos de sus respectivas imaginaciones, y que en realidad son personas reales, y a la vez fijan una hora de reunión para hablar más tarde esa misma noche, y poco a poco se empiezan a conocer uno al otro a través de varias escenas donde conversan, muestran uno al otro su entorno, comparten sus sueños y a la vez experiencias, hasta que finalmente dan un paso adelante frente al espejo para poderse conocer físicamente a través de sus ojos. 
A lo largo de sus experiencias (recaudación de fondos de Becky, la cita de Dylan, etc.) los dos crecen cada vez al estar cerca. Becky se da cuenta de que Dylan está enamorado de ella y que ella también se enamoró de él, por lo que Becky trata de romper la comunicación que tienen, ya que estaba desesperada. Al mismo tiempo, las circunstancias se cierran hacia los dos. El esposo de Becky siente que ella se ha alejado de él, y él está confundido y perturbado por el extraño comportamiento que tiene Becky cuando ella está en contacto mental con Dylan. Uno de sus amigos, piensa que Becky está teniendo una aventura o está rompiendo con la relación, con lo que le informa de sus sospechas al esposo de Becky, y él, con un colega médico deciden encerrarla en un hospital psiquiátrico. Dylan, por otra parte, pierde su trabajo post-prisión en el que trabajaba en un lavadero de autos cuando los clientes lo ven aparentemente hablando consigo mismo como si estuviera loco, cuando en realidad es que estaba hablando con Becky. Al mismo tiempo, mientras él está tratando de hacer una clara ruptura con su pasado criminal, Dylan, está siendo amenazado por dos conocidos criminales quienes desde hace tiempo lo habían presionado para que fuera de nuevo un ladrón y que con el uso de sus habilidades, ayudará a cometer un gran robo.  
Más tarde, Dylan siente que Becky está en problemas y decide violar su libertad condicional en el momento en que realiza el robo de un camión que iba hacía el aeropuerto, por haber salido del estado sin permiso y por tomar un avión hacía Nuevo Hampshire para rescatar a Becky del hospital psiquiátrico. Incapaz de rentar un coche en el aeropuerto, Dylan roba uno. Mientras que Becky lo guía telepáticamente mostrándole las desconocidas carreteras que estaban entre el aeropuerto y el hospital psiquiátrico, Dylan usa su inteligencia criminal para guiar a Becky durante su escape del hospital psiquiátrico, principalmente en el forzamiento de la cerradura de una puerta. Becky evita la detección hasta llegar a la puerta principal, donde se encuentra con su marido y, posteriormente, decide golpearlo en la cara antes de huir del hospital psiquiátrico, mientras que Dylan está siendo perseguido por varios coches de la policía. Ambos logran esquivar a sus respectivos seguidores y terminan por correr en el bosque hacia un tren. Ellos corren al lado del tren que ya iba en las vías avanzando, desde lados opuestos de la pista y se las arreglan para saltar y entrar a un vagón vacío, donde finalmente se unen y conocen en persona. 

## Reparto
- Zoe Kazan como Rebecca Porter.[1]
- Michael Stahl-David como Dylan Kershaw.[2]
- Nikki Reed como Donna.[3]
- Steve Harris como Giddons[4]
- Mark Feuerstein como Phillip Porter.[5]
- Steve Howey como Bo Soames.[6]
- David Gallagher como Lyle Soames.[4]
- Michael Yebba como Chief Booth.[4]
- Reed Birney como Dr. Maynard[4]
- Joe Unger como Wayne.[4]
- Tamara Hickey como Dorothy.[4]
- Jennifer Grey como Diane.[7]

Abigail Spencer originalmente fue escogida para ser la protagonista en la película, pero después el papel fue dado a Zoe Kazan.

## Producción
La fotografía principal empezó a finales de febrero de 2012, en Nuevo Hampshire. El productor y cofundador de Bellwether Pictures, Kai Cole, explicó en la elección, diciendo, "La locación es muy importante para mi, pienso que la gente puede darse cuenta cuando los engañas con la magia del cine. Queríamos que todo fuera autentico, desde la arquitectura hasta el paisaje y Nuevo Hampshire era perfecto para nosotros". El director Brin Hill agregó que como resultado de la importancia en el guion, "Nosotros estábamos buscando nieve. Empezamos en Connecticut, pero no había nieve, por lo que nos movimos a Ohio, donde no había nieve [...] y nos seguimos moviendo hacia el norte". El rodaje tomo lugar en Exeter, Mánchester, Hooksett, Bedford, Windham, Claremont y Amherst.
La secuencia de apertura en la colina del trineo fue filmada en McIntyre Ski Area, y una parte de la cinta también se rodó en el desierto de Nuevo México. Ellos grabaron el último día de filmación en la Costa Este a principios de marzo de 2012, moviéndose después hacia Los Ángeles para grabar la otra mitad. Hill rodó la película digitalmente con Arri Alexa, y dijo que él disfruto la "versatilidad" de la misma, haciendo referencia a su proximidad en el aspecto de la película, como un rasgo satisfactorio para él y para su DP, Elisha Christian. El guion fue escrito por Joss Whedon en los años 90, y pasó por múltiples reescrituras a lo largo de dos décadas. Para Hill, "el aspecto más interesante del guion fue el tema de la conexión y lo que significa, para conectar en la sociedad actual".

## Música
Tony Morales compuso la música para la película In Your Eyes. Fue grabada en Emoto Studios en el 2013. En colaboración con Brin Hill y Joss Whedon, Morales dijo, "He trabajado principalmente con Brin en la música para la película. Joss tuvo una visión de la música que nosotros fuimos capaces de llevar a cabo. A medida que el sonido de la música se fue uniendo, Joss y los otros productores fueron parte del proceso de aprobación". Una mezcla de instrumentos de cuerda, sonidos de piano y variedad de música electrónica fueron usados por Morales para transmitir una sensación de "misterio" que podría envolverte inconscientemente hasta llegar a conectar con la "energía romántica". Toda la música fue publicada por Lakeshore Records. La música y la banda sonora fueron digitalizados para el 10 de junio de 2014.
| In Your Eyes (Original Motion Picture Score) |                               |          |  |
| N.º                                          | Título                        | Duración |  |
| 1.                                           | «In Your Eyes»                | 3:38     |  |
| 2.                                           | «Connected»                   | 1:19     |  |
| 3.                                           | «You’re Real»                 | 1:51     |  |
| 4.                                           | «It’s Snowing»                | 1:11     |  |
| 5.                                           | «10pm Date»                   | 1:36     |  |
| 6.                                           | «Did You Ever Go Sledding?»   | 1:20     |  |
| 7.                                           | «Mirror»                      | 1:42     |  |
| 8.                                           | «Kinda Personal»              | 1:59     |  |
| 9.                                           | «Look under the Hood»         | 1:08     |  |
| 10.                                          | «Rebecca Visits Phil»         | 0:59     |  |
| 11.                                          | «Phillip and Rebecca»         | 1:02     |  |
| 12.                                          | «I Should Go»                 | 0:54     |  |
| 13.                                          | «Quirks and Insecurities»     | 2:30     |  |
| 14.                                          | «Rebecca Is Having an Affair» | 1:59     |  |
| 15.                                          | «Break Up»                    | 4:22     |  |
| 16.                                          | «Rebecca Put In Hospital»     | 1:22     |  |
| 17.                                          | «Time to Go To Work»          | 3:46     |  |
| 18.                                          | «On His Way»                  | 5:33     |  |
| 19.                                          | «Make a Break for It»         | 2:22     |  |
| 20.                                          | «Together At Last»            | 2:44     |  |

| In Your Eyes (Original Motion Picture Soundtrack) |                        |              |                               |          |  |
| N.º                                               | Título                 | Escritor(es) | Artist(s)                     | Duración |  |
| 1.                                                | «Go Get Another Dream» |              | Andrew Johnson                | 3:48     |  |
| 2.                                                | «Temptation»           |              | Ray Beadle                    | 4:10     |  |
| 3.                                                | «Resurrection Fern»    |              | Iron & Wine                   | 4:50     |  |
| 4.                                                | «The Riot’s Gone»      |              | Santigold                     | 3:30     |  |
| 5.                                                | «Crumblin’»            | Joss Whedon  | Noah Maffit, Jessica Freedman | 3:42     |  |
| 6.                                                | «Trouble I’m In»       |              | Twinbed                       | 3:20     |  |
| 7.                                                | «Glad I Found You»     |              | Eddie Ray                     | 2:41     |  |
| 8.                                                | «In The Dark»          |              | Opus Orange                   | 3:21     |  |
| 9.                                                | «Fired Up»             |              | Matt Andersen                 | 3:46     |  |
| 10.                                               | «Stand In The Water»   |              | Wildlife                      | 4:17     |  |
| 11.                                               | «The Break Up»         |              | Tony Morales                  | 4:22     |  |

## Lanzamiento
In Your Eyes se estrenó el 20 de abril de 2014 en el Festival de Cine de Tribeca. En lugar de distribución en cines, la película fue puesta para estrenarse en diferentes lugares al mismo tiempo. El proyecto se anunció tras su debut en pantalla mediante un video con un mensaje de Joss Whedon, quien dijo que el estreno en Tribeca fue "no sólo es el estreno de la película. Es la fecha de lanzamiento en todo el mundo". Brin Hill describe el método experimental como "agridulce, porque es un territorio desconocido. Pero hay algo emocionante acerca de esto. [...] Hay algo de emocionante, al simplemente ponerlo a disposición de todo y para todo el mundo a la vez".

### Reacción Crítica
De acuerdo con Rotten Tomatoes, 63% de las críticos, han dado respuesta positiva hacía la película (basado en 16 críticas).
Kurt Loder de Reason.com complementa al director para hacer "una película brillante fuera de la ingeniosa historia de Whedon", mientras que Mark Adams de ScreenDaily alabó al decir que, "La película tiene el equilibrio perfecto entre humor y ternura, con un solo toque de peligro e incluso melodrama al lado". John DeFore de The Hollywood Reporter elogió la capacidad de Brin Hill para demostrar "la creciente intimidad de la pareja", pero sintió que "las fuerzas mantenían a ambos para cumplirse" desarrollo carecido. Eric Kohn de Indiewire escribió que In Your Eyes "ofrece con éxito la alternativa ligera a proyectos más grandes de Whedon: Es cursi y ligera, pero persistente, inteligente y entretenida dentro de esos parámetros estrechos".
The Guardian calificó la película con 2 estrellas de las 5, llamándola "una versión rom-com de The Shining". Peter Debruge de Variety dijo que "el montaje de la película nunca madurará más allá de una sentimental fantasía de un adolescente".

### Lanzamiento digital
In Your Eyes fue lanzado en DVD el 10 de febrero de 2015.